# Yamantaka Eye
Yamantaka Eye (* 13. února 1964, Kóbe, Japonsko) je japonský zpěvák, nejvíce známý jako člen skupiny Boredoms. Vystupuje pod různými pseudonymy. Řadu let spolupracoval s americkým hudebníke, Johnem Zornem, například ve skupinách Naked City a Painkiller. V roce 1995 spolu nahráli improvizované album Nani Nani a roku 2004 vyšlo druhé s názvem Naninani II

## Výběr z diskografie

### John Zorn
- Nani Nani (1995)
- Zohar (jako Mystic Fugu Orchestra) (1995)
- Naninani II (2004)
- 50th Birthday Celebration Volume 10 (2005)

### Naked City
- Naked City (1989)
- Torture Garden (1990)
- Grand Guignol (1992)
- Heretic (1992)
- Leng Tch'e (1992)
- Radio (1993)

### Sonic Youth
- TV Shit (1993)